# دوير براون
دوير براون (بالإنجليزية: Dwier Brown)‏ مواليد 30 يناير 1959 في نورتون، الولايات المتحدة، هو ممثل أمريكي بدأ مسيرته الفنية سنة 1983. امتدت مسيرته الفنية لأكثر من 30 عاما.

## الأعمال
- حقل الأحلام
- التنين الأحمر
- عقول إجرامية
- الوحدة
- سي اس آي: التحقيق في موقع الجريمة
- شبح هامس

## روابط خارجية
- دوير براون على موقع IMDb (الإنجليزية)
- دوير براون على موقع ألو سيني (الفرنسية)
- دوير براون على موقع أول موفي (الإنجليزية)
- دوير براون على موقع قاعدة بيانات الأفلام السويدية (السويدية)
- دوير براون على موقع قاعدة بيانات الفيلم (الإنجليزية)
- دوير براون على موقع كينوبويسك (الروسية)